# Uri-II-Talsperre
Die Uri-II-Talsperre befindet sich am Fluss Jhelam im indischen Unionsterritorium Jammu und Kashmir.
Die Talsperre wurde 2014 fertiggestellt und dient der Stromerzeugung.
Sie befindet sich im Pir Panjal im Durchbruchstal des Jhelam bei der Stadt Uri.
Das Absperrbauwerk ist eine 52 m hohe Gewichtsstaumauer aus Beton mit einer Kronenlänge von 157 m.
Die Staumauer besitzt vier 9 m breite Schütze.
Aufgrund der geringen effektiven Speicherkapazität fungiert das Kraftwerk als Laufwasserkraftwerk.
Links der Talsperre wird ein Teil des Flusswassers über einen 4,235 km langen Zulauftunnel (head race tunnel) zum Kavernenkraftwerk (⊙) geleitet. Ein 3,615 km langer Ablauftunnel (tail race tunnel) führt das Wasser unweit der Line of Control (⊙) wieder dem Fluss zu.
Das Kraftwerk besitzt vier Turbinen zu je 60 MW. Die Fallhöhe beträgt 130 m. Die durchschnittliche Jahresleistung liegt bei 1124 Millionen kWh.